# Talonhuitz
Talonhuitz es una localidad del municipio de Larráinzar ubicado en la región de Los Altos del estado mexicano de Chiapas.

## Geografía
La localidad de Talonhuitz se sitúa en las coordenadas geográficas 16°54′31″N 92°43′31″O / 16.908611, -92.725278, a una elevación de 1,906 metros sobre el nivel del mar.

## Demografía
Según el Censo de Población y Vivienda 2020, efectuado por el Instituto Nacional de Estadística y Geografía, la localidad de Talonhuitz tiene 838 habitantes, de los cuales 370 son del sexo masculino y 468 del sexo femenino. Su tasa de fecundidad es de 2.55 hijos por mujer y tiene 194 viviendas particulares habitadas.
| Gráfica de evolución demográfica de Talonhuitz entre 1910 y 2020 |
|                                                                  |
| INEGI.                                                           |